# Greußen
Greußen – miasto w Niemczech, w kraju związkowym Turyngia, w powiecie Kyffhäuser, siedziba wspólnoty administracyjnej Greußen. Od 1 stycznia 2021 miasto nie należy do wspólnoty, po tym jak przyłączono do niego miasto Großenehrich oraz gminę Wolferschwenda. W 2009 liczyło 3 779 mieszkańców.

## Współpraca
Miejscowość partnerska:
- Creußen, Bawaria